# Karl-Axel Riben
Karl-Axel Riben, född 7 mars 1867, död 7 maj 1934, var en svensk jurist och  operachef.
Riben var jurist och blev vice häradshövding 1893. Har var ombudsman i Stockholms enskilda bank 1898 och chef för notariatavdelningen 1912–1919. Han var direktör för Kungliga Teatern 1919–1924. Han invaldes den 29 oktober 1919 som ledamot 563 av Kungliga Musikaliska Akademien.